# Anton Goering
Christian Anton Goering (Thonhausen, Prusia, 18 de septiembre de 1836-Leipzig, actual Alemania, 7 de diciembre de 1905) fue un pintor, dibujante, zoólogo y taxidermista alemán.

## Biografía
Aunque la historia lo conoce como Anton Goering su nombre real es Christian Anton Goering nace en Schönhaide - Prusia 18 de septiembre de 1836, Goering es un personaje polifacético que por oficio es pintor-dibujante, ornitólogo, zoólogo, taxidermista y cronista. Hacia 1866 viaja a América en particular a Venezuela la cual recorre desde 1867 hasta 1874, pintando y dibujando paisajes, recolectando y embalsamando aves para la Sociedad Zoológica de Londres, organización para la cual trabajaba, así como para otros museos europeos. 

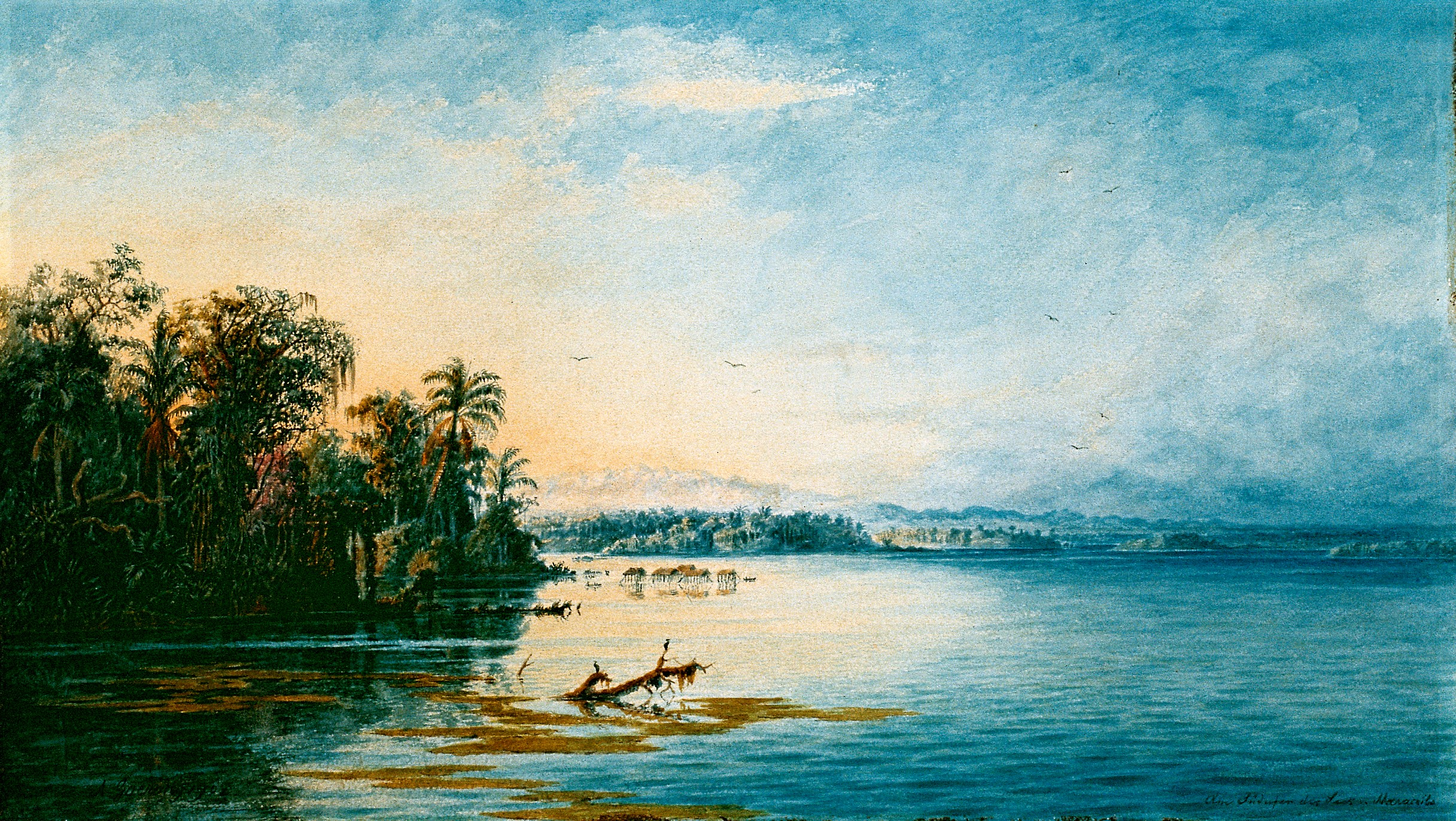
Lago de Valencia, hacia 1873 Acuarela y grafito sobre papel 28,3 x 46 cm Colección de la Galería de Arte Nacional. Caracas - Venezuela

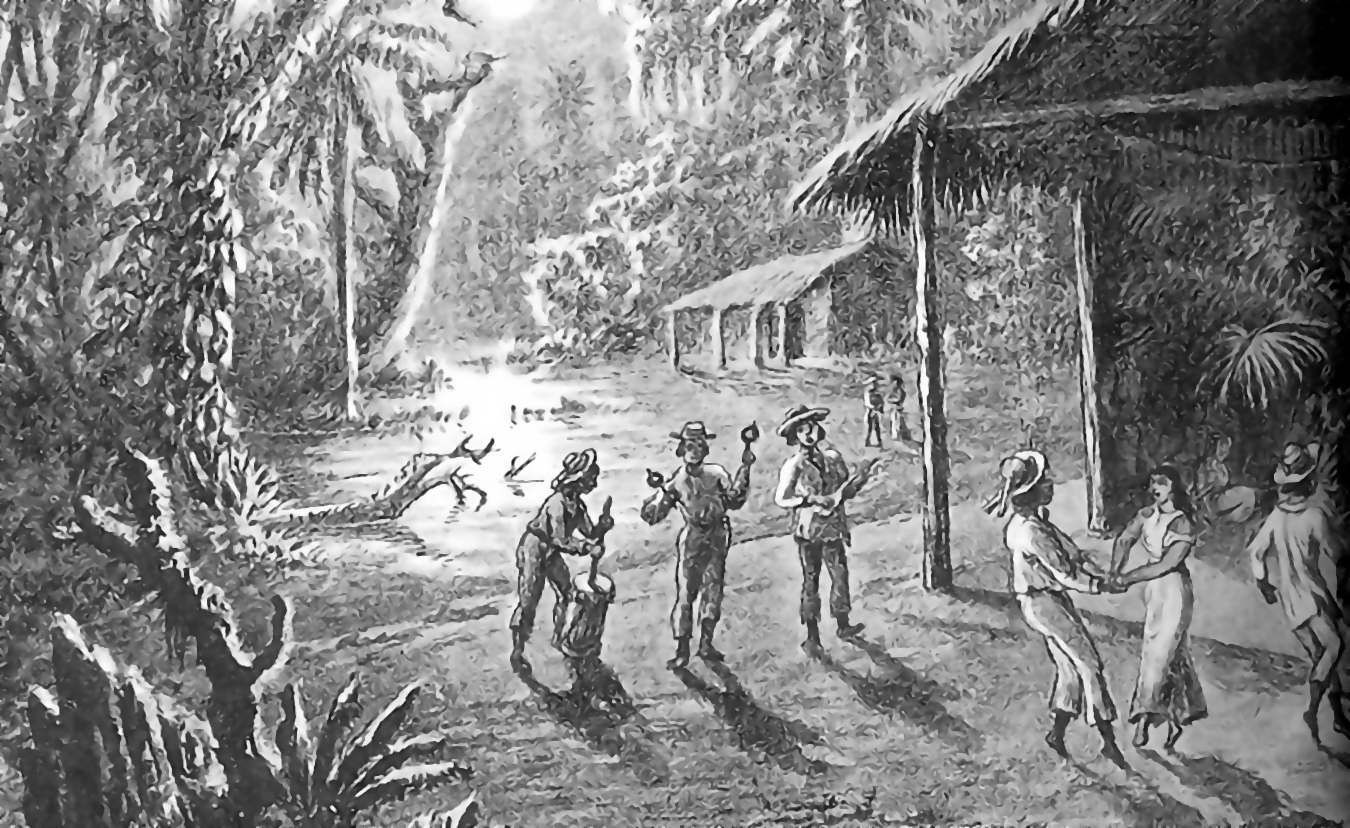
Velorio de Cruz de Mayo, dibujo de Anton Goering, 1892.

El 30 de noviembre de 1866 llega a Venezuela y desembarca en el puerto de Carúpano donde comienza su ardua labor de recolectar muestras para enviarlas hacia Europa. Hacia los meses de mayo y junio de 1867 visita la población de Caripe del Guácharo y al igual que su coterráneo el Barón Alexander von Humboldt explora el conocido monumento natural la Cueva del Guácharo, así como otras cuevas cercanas de un gran complejo cárstico como son Chara y la Gran Cueva, situadas al sureste de la población de Caripe. En estas cuevas colecta guácharos (Steatornis caripensis),  los monta y los envía a Europa. De su estadía en esta región señala que le llama la atención lo profunda religiosidad de sus pobladores, así como la diversidad de objetos domésticos como vasos, platos, cuencos, maracas, adornos y lámparas fabricados con el fruto del árbol de totuma o totumo (Crescentia cujete). Desde esta región viaja a delta del río Orinoco, el mayor río del país y tercero de América del Sur. Luego parte hacia la zona central del país específicamente hacia La Guaira y posteriormente hacia Puerto Cabello el primer puerto de Venezuela. Posteriormente se desplaza y colecta animales y vestigios precolombinos en las poblaciones de Tucacas, San Esteban, Chichiriviche y Valencia, durante un período de dos años (1868 – 1869) permanecerá en la región central de Venezuela.
De regreso a Puerto Cabello se embarca hacia Curaçao y de esta isla continua su recorrido por Venezuela viajando hacia el estado Mérida, a donde entra por la zona Sur del Lago de Maracaibo específicamente por San Carlos del Zulia y Santa Bárbara del Zulia, ambas poblaciones localizadas al piedemonte de la Sierra Nevada de Mérida en los Andes venezolanos. En estas poblaciones la impresión que dejan en Goering no es la más favorable aunque reconoce su trascendencia e importancia como puntos de intercambio comercial de mercaderías. 
Continuando su travesía hacia la ciudad de Mérida Goering localizó a principios de abril de 1869, una curiosa gruta habitada por guácharos, las mismas aves que había capturado en Caripe del Guácharo y enviado ejemplares a Londres también en esta región llama su atención la existencia de un puente natural sobre el río Capaz; producto de la acción erosionante del viento y el cual constituye un paso natural. De esta región andina realizó una producción pictórica, a la acuarela. Entre los trabajos pictóricos destacan “Mérida, Sierra Nevada” (acuarela) y el dibujo titulado “Preparativos para fiesta de Corpus Christi”. 
Muchas de sus pinturas y dibujos de paisajes están reproducidos en su libro titulado “Von Tropische Tieflande zum ewigen Schnee” (“Desde las bajas tierras templadas hasta la nieves perpetuas”), publicado en Leipzig (1892-1893). De la zona andina y especialmente de la ciudad de Mérida tiene gratas impresiones primordialmente debido a su clima, al cual describe como primaveral. Es tan grata su impresión sobre Mérida y la define como “La Perla de la Cordillera”.
De los Andes y el Zulia región en la cual Goering permanecerá por casi tres años (1869-1872) y donde recorre una diversidad de poblaciones como son: Mucutíes, Estanques, Lagunillas (Mérida), Jají, El Moral, Ejido, La Punta, La Otra Banda, Loma de los Ángeles, San Jacinto, El Valle, El Páramo, El Encantado, Pan de Azúcar, Tabay, Mucurubá, Mucuchies, Torondoy, Tovar, Bailadores, San Cristóbal, Táriba, Rubio, Capacho, San Antonio del Táchira, Valle del Chama, Apartaderos, Valera, Trujillo y Carache para retornar hacia la región zuliana hasta llegar a la ciudad de Maracaibo. Luego se desplaza  hacia la colonia Tovar en la región montañosa de la costa Caribe, desde donde se dirige hacia el puerto de La Guaira del cual saldrá hacia Caracas.
En su estadía en la ciudad de Caracas, Goering se asoció con personalidades locales y extranjeras, tales como el espeleólogo inglés James Mudie Spence también viajero quien estuvo en Caracas entre 1871-1872 en misión oficial de negocios por parte del Reino Unido, a mediados de 1872, promovió en Caracas un salón de artistas. En él, Goering presentó unas 50 piezas entre acuarelas y dibujos. Todo ese material, con el de los otros participantes, lo exhibió Mudie Spence en Inglaterra y en parte, lo utilizaron grabadores como Paterson para ilustrar el recuento de Spence de sus andanzas por Venezuela titulado “La tierra de Bolívar” (Londres,1878). Muchas de las estampas fueron esbozadas por Goering en excursiones al Cerro El Ávila y a los alrededores de Caracas entre las que destacan “Vista de Caracas desde el valle” (1872) y “Caracas”. 
En 1872 Goering y Mudie Spence se asocian en una expedición de escalada al Pico Naiguatá en la Serranía del Ávila antes de la ida hacia el Reino Unido de Mudie Spence. Goering todavía permanecerá dos años más en Caracas hasta 1874 cuando regresa a Prusia por vía del Puerto de La Guaira.
A su regreso a Prusia (1874), Goering se instala para organizar sus notas de viaje y dieciocho años más tarde, en 1892 publica su libro en el que recoge sus experiencias vividas en ocho años en los que recorrió Venezuela; dicha obra, escrita en alemán, se titula “Von Tropische tieflande zum ewigen schenee” (“Desde las bajas tierras templadas hasta la nieves perpetuas”). 
Esta obra no será traducida sino hasta 1962 cuando la Universidad de los Andes, con motivo de sus 150 años de fundada, la publica bajo el nombre de “Venezuela, el más bello país tropical”. 
Goering vivió en la ciudad alemana de Leipzig hasta su muerte el 7 de diciembre de 1905.

## Obras de Christian Antón Goering
- GOERING, CHRISTIAN ANTÓN. 1869: “Excursión a algunas cuevas no exploradas al suroeste de Caripe”. S/R. Caracas - Venezuela
- GOERING, CHRISTIAN ANTÓN. 1969: “Venezuela de hace un siglo: cuadros”. Asociación Cultural Humboldt, Caracas – Venezuela
- GOERING, CHRISTIAN ANTÓN. 1994. “Venezuela, el más bello país tropical”. Prólogo de Pascual Venegas Filardo. Playco Editores, Caracas – Venezuela.

## Honores
En Sajonia-Altenburg, el duque Ernesto le confirió el título de profesor y la orden ernestina. Fue miembro correspondiente de la Sociedad Zoológica de Londres, miembro de la Sociedad de Ciencias Naturales de Osterland en Altenburg (Alemania) y de la Sociedad Ornitológica de Leipzig (Alemania). En homenaje a su memoria una galería de la cueva Cagigal descubierta por el naturalista Eugenio de Bellard Pietri, fue bautizada con su nombre.